# Tapputi
Tapputi、またはTapputi-Belatekallim（Belatekallimは宮殿の女性看守を意味する）は、人類史で最初に記録された化学者の1人である。彼女は調香師であり、紀元前1200年頃のバビロニア・メソポタミアにある楔形文字板に記載されていた。
調香にあたってはカヤツリグサやミルラ、バルサム、花、油、ショウブを使用していた。彼女は水や他の溶媒を加え、その後数回蒸留と濾過を行っていた。これは最も古い蒸留器でもある。
宮殿の看守でもあった彼女は、-ninu（名前の最初の部分は消失）という研究者とともに働いていた。

## 大衆文化において
- TappuriはSuper Science Friendsという米国のアニメーションにおいて主要キャラクターの1人として登場する。